# ロールス・ロイス ペガサス

構造の概要を示した図。

ペガサス（英語: Pegasus）は、イギリスのブリストル社（後にロールス・ロイスに合併）が設計したターボファンエンジン。推力を偏向する機構を備えており、主として垂直/短距離離着陸機（V/STOL機）で用いられる。
主にホーカー・シドレー ハリアーおよびその派生型の機体に搭載されており、のべ1,200台が出荷され、2005年までに200万飛行時間を蓄積した。

## BE 48・53

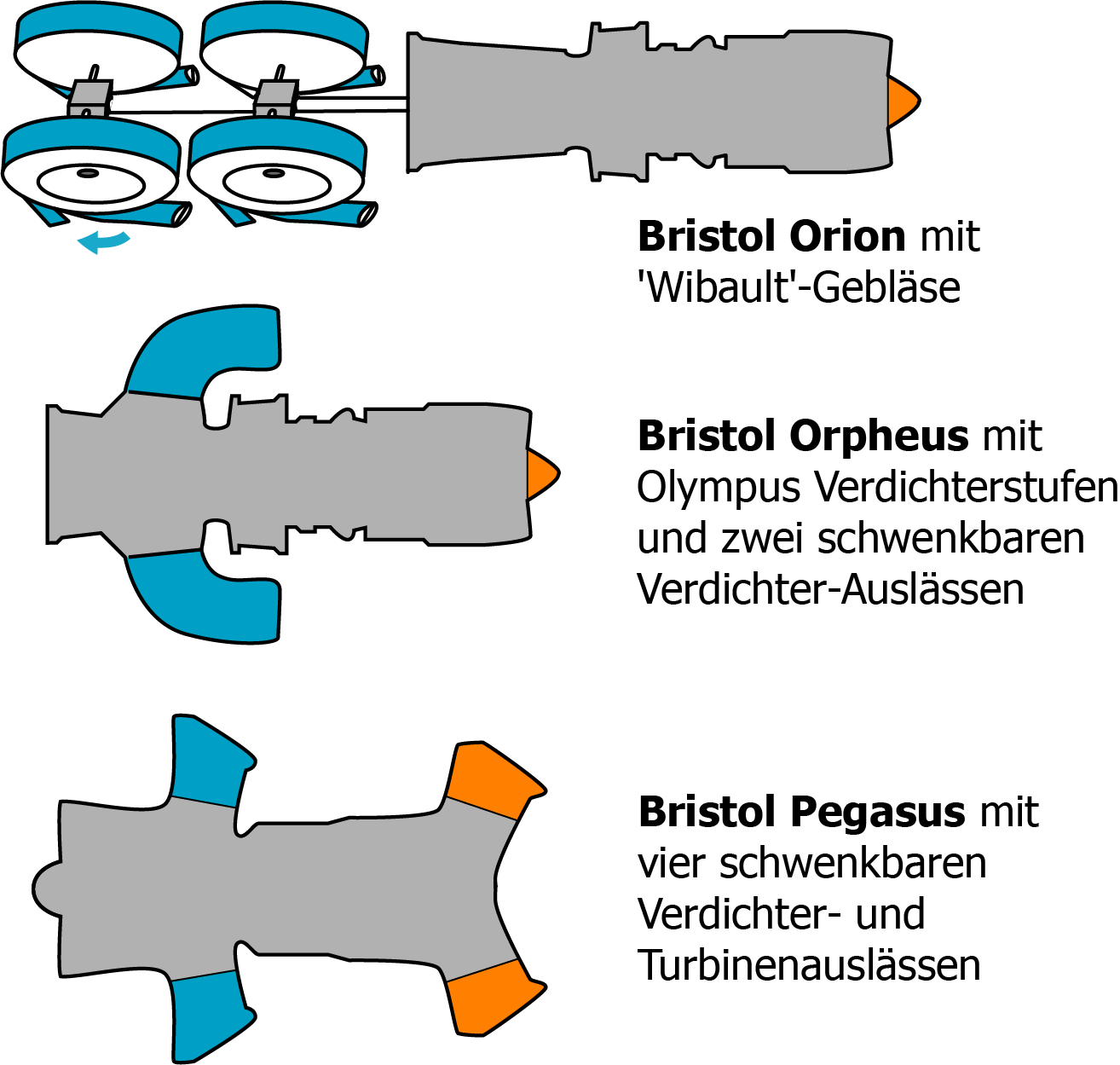
オリオンからオーフュース、ペガサスに至る構造の変遷。

垂直離着陸可能な重航空機としては、まず第二次世界大戦中にヘリコプターが実用化されたものの、回転翼機では前進時に効率が悪く、固定翼機としての垂直離着陸機（VTOL機）が求められることになった。フランスの航空技術者であるミシェル・ウィボーは、エンジンの推力を偏向する手法（ベクタード・スラスト）に着目しており、1956年には、ジロプテール (Gyroptere) という対地攻撃機を提案した。これはブリストル社のオライオン ターボプロップエンジンのシャフトによって、機体の重心付近に自動車の車輪のように配置した4個の遠心式ブロアーを駆動し、その排気ノズルを回転させて垂直離着陸を行うものであった。
この案そのものはフランス当局・メーカーともに採用しなかったが、オライオンの製造元であるブリストル社のスタンリー・フッカー技師がこれに注目し、遠心式ブロアーのかわりに軸流ファンと2個の可変ノズルを設けたBE 48エンジンを設計した。ついで1957年に設計されたBE 53エンジンでは、コア（ガスジェネレータ）をオーフュースに変更し、オリンパスから導入した前部ファン（低圧圧縮機）を駆動して、二股ダクト式の推力偏向ノズルを備えていた。
この時期、ホーカー社のシドニー・カム技師長はV/STOL技術の研究を進めており、このBE 53に着目して、まず1957年にこれを搭載したP.1127/1を設計した。しかしBE 53で偏向できるのは前段の排気のみであり、後段の排気はそのまま後方に指向されていたため、VTOL用エンジンとしては不完全であった。

## ペガサス1－5
P.1127/1の試験結果も加味して、BE 53から発展したのがBE 53/2（出力4,080 kgf）であり、1959年9月1日にはベンチ試運転に成功した。これは後にペガサス1と呼ばれるようになったが、コアエンジンの排気ノズル（ホットノズル）も二股に分けることで、前後の計4つのノズルでリフトと推進力を得るという構成、そして前部ファン（低圧圧縮機）とコアエンジンの回転方向を逆転させることで、それぞれのローターのジャイロモーメントを相殺減少するという発想など、後に引き継がれる特徴の多くが既に確立されていた。
これをもとに、圧縮比を高めて推力を増強したペガサス2（出力4,990 kgf）が開発され、1960年2月には試運転に漕ぎつけた。これはファン2段、高圧 (HP) 圧縮機8段、キャニュラー燃焼器、高圧 (HP) タービン1段および低圧 (LP) タービンから構成されていた。続いて、HP圧縮機を9段、HPタービンを2段として推力を6,350 kgfに強化したペガサス3が開発され、1961年4月に初運転、1962年4月にはP.1127に搭載されて飛行した。
更にファンを3段に増加するとともにアニュラー燃焼器を導入、HPタービン動翼第1段を空冷式としたペガサス5（出力7,030 kgf）が開発されて、1962年6月に初運転を行った。1964年2月にケストレルに搭載されて飛行を行ったほか、ドルニエ Do 31にも搭載された。

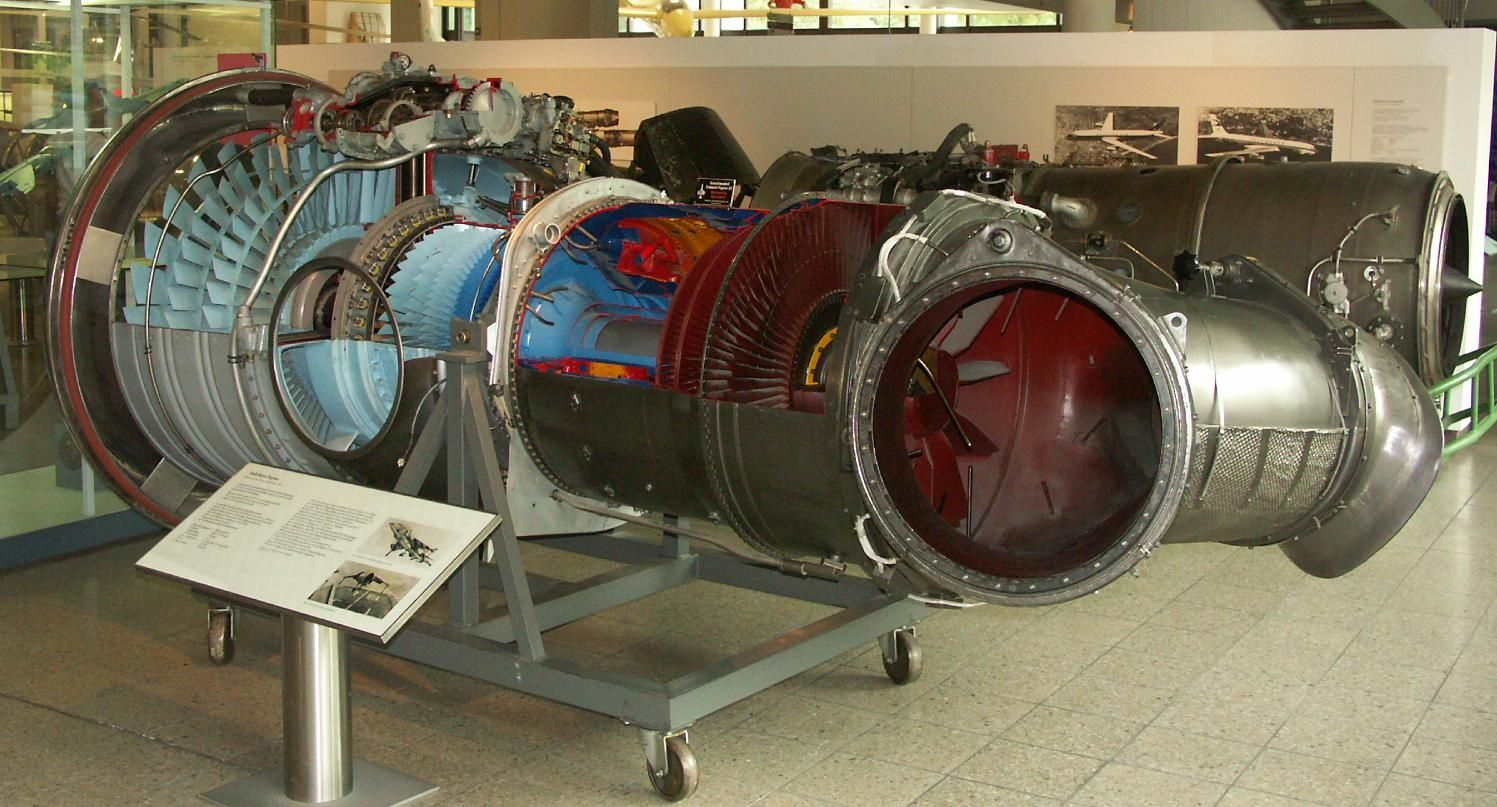
エンジン外観
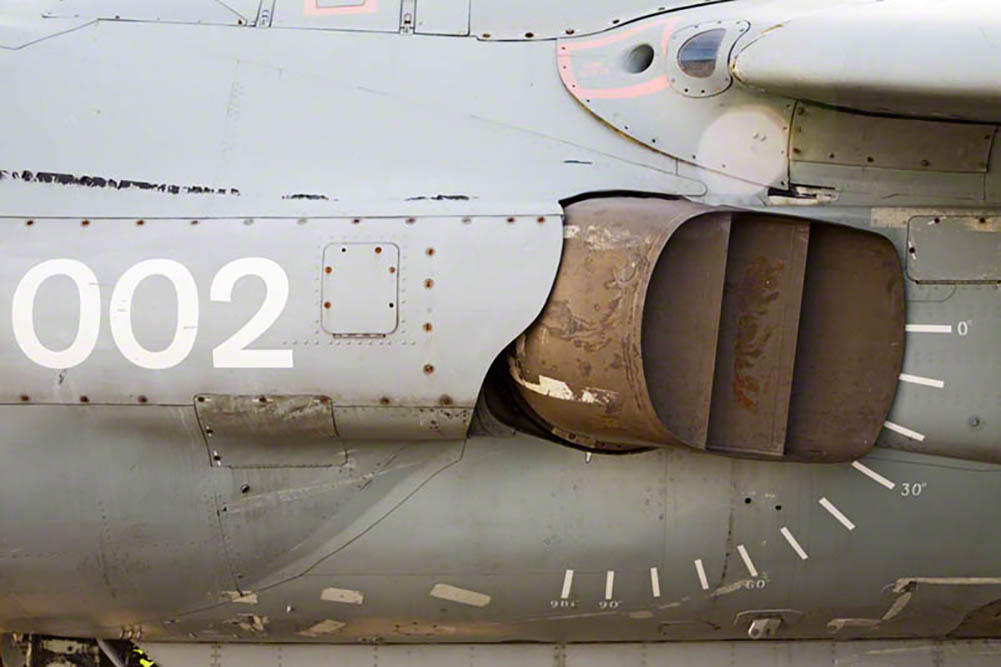
エンジンノズル（写真はシーハリアーFA.2）

搭載機
- ホーカー・シドレー P.1127、ケストレルF.(GA).1
- ドルニエ Do 31 - ペガサス5
- アームストロング・ホイットワース AW.681 - ペガサス5-6（計画のみ）

## ペガサス6
ペガサス5の発展型であるペガサス6（8,600 kgf）は初の制式モデルとなり、イギリス空軍ではペガサスMk.101と称される。
HPタービン動翼第2段を空冷とし、推力偏向ノズルのベースを2枚方式としているほか、ファンをすべてチタン合金製とし、燃料器を水噴射に対応させた。これは燃料器内およびタービンの冷却空気に冷却水（脱イオン水）を噴射することで、ガス温度は高く保ったままでタービン部品の温度を下げることができ、推力増強が可能になるものである。
基本構造はペガサス5以前と同様で、転環式の推力偏向ノズル4個（ファン出口に2個、排気出口に2個）を備える、2軸式でミキシングのないターボファンエンジンである。これらの推力偏向ノズルは胴体側面に配置され、その向きを0度（後方）- 98.5度（真下よりやや前）まで変えることによって、垂直離着陸が可能となる。回転速度は毎秒100度に達し、450ノットで飛行中であっても推力偏向が可能である。一方、ホバリングや極低速時などではラダー、エルロンなどの通常の姿勢制御機構の働きが弱くなるため、機首下部・左右主翼の端部・機体後部にバルブ付の補助ノズルを取付け、エンジンから抽出した圧縮空気をそれらに送り込み、機体のピッチング・ローリング・ヨーイング運動を行うRCS（リアクション・コントロール・システム）により機体の姿勢制御ができるようになっている。
同機は1966年8月に初運転を行い、ハリアーGR.1の試作1号機に搭載されて飛行を行った。1968年3月に型式証明を取得し、1969年に装備化された。
搭載機
- ハリアーGR.1

## ペガサス10・11
ペガサス6をもとに、タービン入口温度を上昇させるなどして推力を9,300 kgfに向上させたのがペガサス10であった。1969年2月に初運転し、1970年3月に型式証明を取得した。イギリス空軍ではペガサスMk.102と称されたほか、AV-8Aとともにアメリカ海兵隊にも導入され、こちらではF402-RR-400と称される。
その後、ファンの空気流量の増加やタービンの冷却方法の改善などで、推力を9,750 kgfに向上させたのがペガサス11であった。1969年4月に初運転、1971年7月に型式証明を取得しており、イギリス空軍ではペガサスMk.103、アメリカ海兵隊ではF402-RR-401、スペイン海軍ではMk.150と称される。またイギリス海軍でも、シーハリアーFRS.1のために小改正型のペガサスMk.104を導入し、1977年2月に型式証明を取得した。これは艦上戦闘機としての運用に対応して、ファンとケーシングの部分にアルミニウム合金を採用するなど耐食性を向上するとともに、発電能力も増強されていた。インド海軍のFRS.51向けの製品はMk.151-32と称される。
全面的に改設計した第二世代ハリアーであるハリアー IIのための小改正型として開発されたのがペガサス11-21で、シーハリアーFA.2にも導入された。イギリス空軍ではペガサスMk.105、海軍ではMk.106、スペイン海軍ではMk.152-42、アメリカ海兵隊ではF402-RR-406と称される。HPタービンの冷却方法の改善やLPタービンの改良などが行われており、1984年12月より引き渡しが開始された。また1986年以降の生産分ではFADECが導入された。
そして、ペガサス11の最終発達型として開発されたのがペガサス11-61であった。これは出力を10,795 kgfに増強しており、エンジン温度が上昇しやすく出力の余裕が乏しくなるような気温が高い日の垂直着陸能力を強化するとともに、将来の機体重量増加に対応できる余裕が確保された。イギリス空軍ではペガサスMk.107、アメリカ海兵隊ではF402-RR-408と称される。
| 基本仕様      | イギリス空軍   | イギリス空軍    | イギリス海軍   | イギリス海軍      | アメリカ海兵隊 | アメリカ海兵隊 |
| 基本仕様      | 名称           | 搭載機          | 名称           | 搭載機            | 名称           | 搭載機         |
| ------------- | -------------- | --------------- | -------------- | ----------------- | -------------- | -------------- |
| ペガサス10    | ペガサスMk.102 | ハリアーGR.1A/3 | －             | －                | F402-RR-400    | AV-8A          |
| ペガサス11    | ペガサスMk.103 | ハリアーGR.1A/3 | ペガサスMk.104 | シーハリアーFRS.1 | F402-RR-401    | AV-8A/C        |
| ペガサス11-21 | ペガサスMk.105 | ハリアーGR.5/7  | ペガサスMk.106 | シーハリアーFA.2  | F402-RR-406    | AV-8B          |
| ペガサス11-61 | ペガサスMk.107 | ハリアーGR.7A/9 | －             | －                | F402-RR-408    | AV-8B          |

## BS.100
超音速機として開発されていたホーカー・シドレー P.1154のために、ペガサスを元にプレナムチャンバー・バーニング (PCB) に対応して推力を大幅に増大させたBS.100も開発された。1964年10月に初運転を行い、PCB使用の初回運転は1965年3月に行われた。5台が製造されて累計運転時間350時間を蓄積したものの、1965年にP.1154の開発が中止されたため、本エンジンの開発も中止されてしまった。